# تشارلز ميلور
تشارلز ميلور (بالإنجليزية: Charles Mellor)‏ هو عداء مراثوني أمريكي، ولد في 27 ديسمبر 1893 في شيكاغو في الولايات المتحدة، وتوفي في 11 فبراير 1962.

## وصلات خارجية
- تشارلز ميلور على موقع أوليمبيديا (الإنجليزية)